# Peter Hartcher

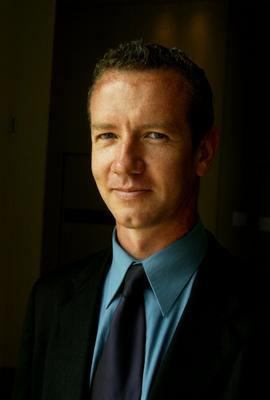

Peter Hartcher es el editor de política e internacional del periódico australiano The Sydney Morning Herald. También es editor de The Diplomat, un diario australiano sobre asuntos exteriores.

## Carrera periodística
La carrera de Hartcher como periodista se inició en 1982 en The Sydney Morning Herald. En 1986 realizó su primer trabajo en el extranjero como corresponsal para el periódico en Tokio. Tras su regreso a Australia hubo de dimitir y aceptó un trabajo, también como corresponsal en Tokio, para el Australian Financial Review.
En 2004 Hartcher volvió a unirse a The Sydney Morning Herald en su cargo actual. 

## Libros
- Bubble Man: Alan Greenspan & The Missing 7 Trillion Dollars (El Hombre Burbuja: Alan Greenspan y los Desaparecidos 7 Trillones de Dólares)
- The Ministry: How Japan's Most Powerful Institution Endangers World Markets 	(El Ministro: Como la Institución Más Poderosa de Japón Pone en Peligro los Mercados del Mundo)